# بیاوئوسی
بیاوُئوسی (به لهستانی:  Białousy) یک روستا در لهستان است که در گمینا یانوو (استان پودلاسکی) واقع شده‌است. بیاوُئوسی ۳۰۰ نفر جمعیت دارد.